# Голям лемур джудже
Голям лемур джудже (Cheirogaleus major) е вид бозайник от семейство Лемури джуджета (Cheirogaleidae).

## Разпространение и местообитание
Разпространен е в Мадагаскар.